# Žatec
Žatec (pronunție în cehă [ˈʒa.tɛt͡s], în germană Saaz) este o comună și un oraș în districtul Louny din regiunea Ústí nad Labem din Cehia. Are o populație de aproximativ 19.000 de locuitori.
Se află pe râul Ohře. Žatec este renumit pentru o tradiție de peste 700 de ani de cultivare a hameiului nobil Saaz, care este folosit de mai mulți producători de bere. Žatec și aria protejată a peisajul hameiului Saaz au fost incluse în Lista Patrimoniului Mondial UNESCO în 2023. 
Centrul istoric al orașului este bine conservat și este protejat prin lege ca rezervație de monumente urbane și parțial și ca zonă de monumente urbane.

## Diviziuni administrative
Žatec este alcătuit din șapte diviziuni administrative (populația este între paranteze conform recensământului din 2021):
- Žatec (17.729)
- Bezděkov (338)
- Milčeves (97)
- Radíčeves (141)
- Trnovany (26)
- Velichov (86)
- Záhoří (50)

## Etimologie
Numele Žatec este derivat din cuvântul din limba cehă veche záteč/zateč. Se referea la un loc de pe un râu unde gheața se aduna într-un canal îngust.4

## Geografie
Žatec se află la aproximativ 18 kilometri (11 mi) vest de Louny și la 62 kilometri (39 mi) nord-vest de Praga. Se găsește într-un peisaj agricol al bazinului Most. 
Cel mai înalt punct al comunei se află la 337 metri (1.106 ft) deasupra nivelului mării. Râul Ohře curge prin oraș. Râul Liboc se vărsă în Ohře la marginea vestică a orașului. Râul Blšanka curge prin Trnovany și apoi se unește cu Ohře chiar în afara teritoriului comunei Žatec.

### Climă
Clima orașului Žatec este clasificată ca o climă oceanică (Köppen: Cfb; Trewartha: Dobk). Temperatura medie anuală este de 9,5 °C (49,1 °F), cea mai fierbinte lună este iulie cu 19,6 °C (67,3 °F), iar cea mai rece lună este ianuarie cu 0,1 °C (32,2 °F). Precipitațiile anuale sunt 475,8 millimetrui (18,73 in), dintre care luna iulie este cea mai ploioasă cu 69,9 millimetrui (2,75 in), în timp ce luna februarie este cea mai secetoasă, cu doar 17,8 millimetrui (0,70 in).
 

Temperatura extremă pe tot parcursul anului a variat de la −31,2 °C (−24,2 °F) pe 11 februarie 1929 la 38,9 °C (102,0 °F) pe 20 august 2012.
| Date climatice pentru Žatec, normale 1991–2020, extreme 1897–prezent | Date climatice pentru Žatec, normale 1991–2020, extreme 1897–prezent | Date climatice pentru Žatec, normale 1991–2020, extreme 1897–prezent | Date climatice pentru Žatec, normale 1991–2020, extreme 1897–prezent | Date climatice pentru Žatec, normale 1991–2020, extreme 1897–prezent | Date climatice pentru Žatec, normale 1991–2020, extreme 1897–prezent | Date climatice pentru Žatec, normale 1991–2020, extreme 1897–prezent | Date climatice pentru Žatec, normale 1991–2020, extreme 1897–prezent | Date climatice pentru Žatec, normale 1991–2020, extreme 1897–prezent | Date climatice pentru Žatec, normale 1991–2020, extreme 1897–prezent | Date climatice pentru Žatec, normale 1991–2020, extreme 1897–prezent | Date climatice pentru Žatec, normale 1991–2020, extreme 1897–prezent | Date climatice pentru Žatec, normale 1991–2020, extreme 1897–prezent | Date climatice pentru Žatec, normale 1991–2020, extreme 1897–prezent |
| Luna                                                                 | Ian                                                                  | Feb                                                                  | Mar                                                                  | Apr                                                                  | Mai                                                                  | Iun                                                                  | Iul                                                                  | Aug                                                                  | Sep                                                                  | Oct                                                                  | Nov                                                                  | Dec                                                                  | Anual                                                                |
| -------------------------------------------------------------------- | -------------------------------------------------------------------- | -------------------------------------------------------------------- | -------------------------------------------------------------------- | -------------------------------------------------------------------- | -------------------------------------------------------------------- | -------------------------------------------------------------------- | -------------------------------------------------------------------- | -------------------------------------------------------------------- | -------------------------------------------------------------------- | -------------------------------------------------------------------- | -------------------------------------------------------------------- | -------------------------------------------------------------------- | -------------------------------------------------------------------- |
| Maxima medie °C (°F)                                                 | 2.9 (37,2)                                                           | 5.1 (41,2)                                                           | 10.0 (50)                                                            | 16.4 (61,5)                                                          | 20.8 (69,4)                                                          | 24.0 (75,2)                                                          | 26.2 (79,2)                                                          | 26.0 (78,8)                                                          | 20.6 (69,1)                                                          | 13.9 (57)                                                            | 7.4 (45,3)                                                           | 3.6 (38,5)                                                           | 14,8 (58,6)                                                          |
| Media zilnică °C (°F)                                                | 0.1 (32,2)                                                           | 1.0 (33,8)                                                           | 4.6 (40,3)                                                           | 9.7 (49,5)                                                           | 14.4 (57,9)                                                          | 17.8 (64)                                                            | 19.6 (67,3)                                                          | 18.8 (65,8)                                                          | 13.9 (57)                                                            | 8.9 (48)                                                             | 4.4 (39,9)                                                           | 1.0 (33,8)                                                           | 9,5 (49,1)                                                           |
| Minima medie °C (°F)                                                 | −2.8 (27)                                                            | −2.6 (27,3)                                                          | 0.0 (32)                                                             | 3.0 (37,4)                                                           | 7.5 (45,5)                                                           | 11.2 (52,2)                                                          | 12.9 (55,2)                                                          | 12.3 (54,1)                                                          | 8.5 (47,3)                                                           | 4.7 (40,5)                                                           | 1.5 (34,7)                                                           | −1.7 (28,9)                                                          | 4,5 (40,1)                                                           |
| Minima istorică °C (°F)                                              | −25.1 (−13.2)                                                        | −31.2 (−24.2)                                                        | −25.1 (−13.2)                                                        | −9.5 (14,9)                                                          | −3.8 (25,2)                                                          | 0.5 (32,9)                                                           | 3.5 (38,3)                                                           | 2.6 (36,7)                                                           | −4.5 (23,9)                                                          | −8.5 (16,7)                                                          | −14.5 (5,9)                                                          | −26.5 (−15.7)                                                        | −31,2 (−24,2)                                                        |
| Precipitații mm (inches)                                             | 20.1 (0.791)                                                         | 17.8 (0.701)                                                         | 25.6 (1.008)                                                         | 28.5 (1.122)                                                         | 53.0 (2.087)                                                         | 65.4 (2.575)                                                         | 69.9 (2.752)                                                         | 67.3 (2.65)                                                          | 42.2 (1.661)                                                         | 30.5 (1.201)                                                         | 28.9 (1.138)                                                         | 26.6 (1.047)                                                         | 475,8 (18,732)                                                       |
| Zăpadă cm (inches)                                                   | 11.7 (4.61)                                                          | 9.0 (3.54)                                                           | 4.2 (1.65)                                                           | 0.4 (0.16)                                                           | 0.0 (0)                                                              | 0.0 (0)                                                              | 0.0 (0)                                                              | 0.0 (0)                                                              | 0.0 (0)                                                              | 0.0 (0)                                                              | 1.9 (0.75)                                                           | 7.8 (3.07)                                                           | 35,0 (13,78)                                                         |
| Umiditate [%]                                                        | 82.0                                                                 | 77.9                                                                 | 72.9                                                                 | 66.0                                                                 | 67.1                                                                 | 68.1                                                                 | 67.4                                                                 | 70.8                                                                 | 77.2                                                                 | 82.0                                                                 | 85.3                                                                 | 84.5                                                                 | 75,1                                                                 |
| Ore însorite                                                         | 38.8                                                                 | 71.5                                                                 | 120.6                                                                | 184.2                                                                | 212.9                                                                | 216.3                                                                | 230.7                                                                | 222.9                                                                | 157.5                                                                | 89.9                                                                 | 37.6                                                                 | 31.1                                                                 | 1.613,9                                                              |
| Sursă: Institutul Hidrometeorologic Ceh                              |                                                                      |                                                                      |                                                                      |                                                                      |                                                                      |                                                                      |                                                                      |                                                                      |                                                                      |                                                                      |                                                                      |                                                                      |                                                                      |

## Istorie

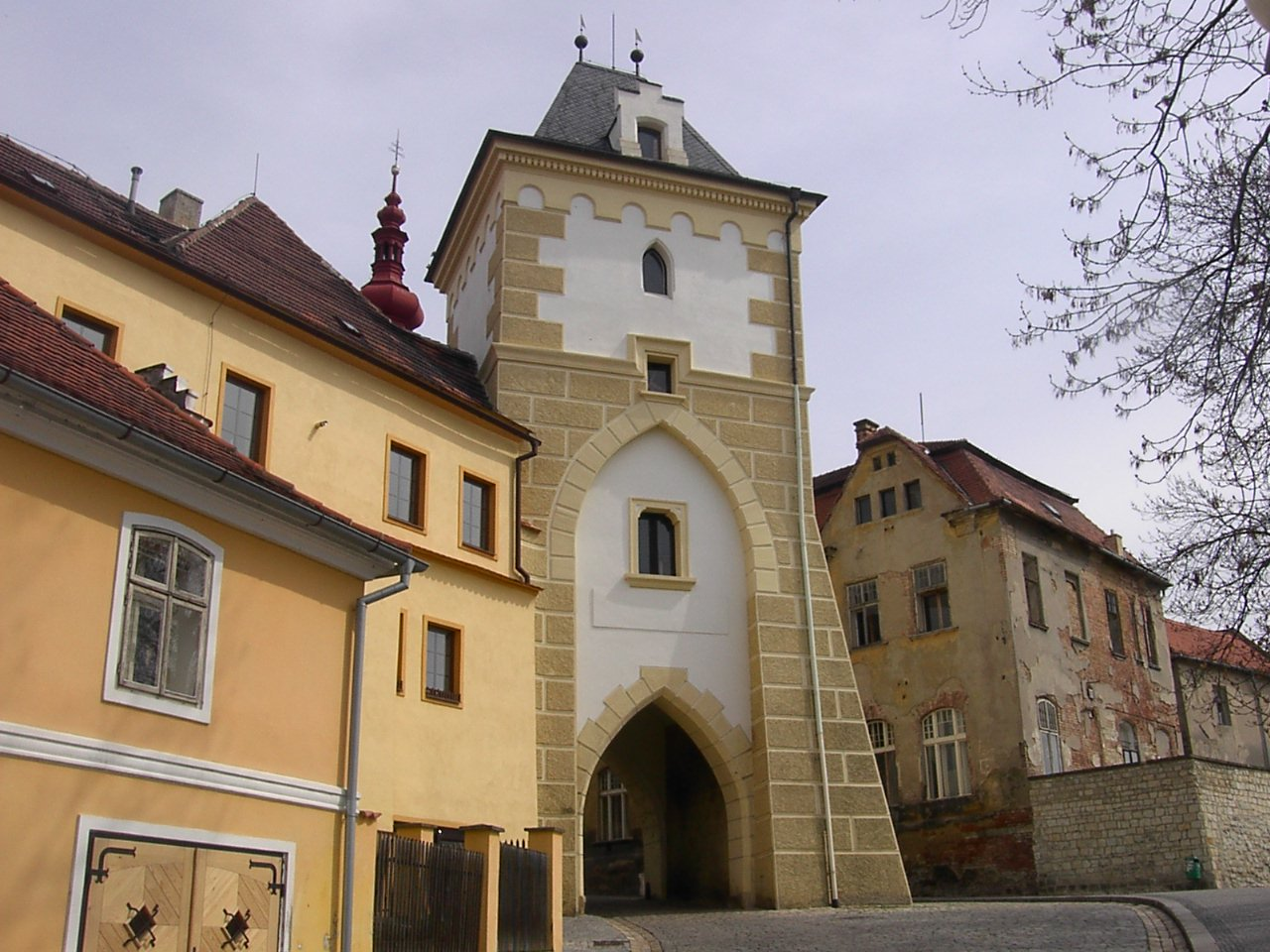
Poarta Preoților, parte a rămășițelor fortificațiilor orașului

Prima mențiune scrisă despre Žatec apare în cronica latină a lui Thietmar de Merseburg din anul 1004.
În 1248, Žatec a primit pentru prima dată drepturi de oraș. În 1265, i s-au acordat privilegii de oraș regal de către regele Ottokar al II-lea al Boemiei.
În secolul al XVI-lea, Žatec a avut în jur de 5.000 de locuitori și a fost unul dintre cele mai populate orașe din regat.
În 1827, a fost construit un pod cu lanțuri peste râul Ohře, primul pod cu lanțuri din Boemia.
De la izbucnirea Războaielor Husite din 1419 până la Războiul de Treizeci de Ani, orașul a fost husit sau protestant, dar după Bătălia de la Muntele Alb (1620), cea mai mare parte a locuitorilor cehi au părăsit orașul.
A rămas un oraș etnic german până în 1945, când aceștia au fost expulzați din Cehoslovacia. La 3 iunie 1945, 5.000 de locuitori germani sudeți de sex masculin din Žatec au fost duși în piața orașului Postoloprty⁠(d), iar cel puțin 763 au fost uciși. Estimările variază până la 2.000 de persoane ucise de Armata Cehoslovacă în timpul marșului, în Postoloprty și în Žatec în timpul și după marș.

## Economie
Žatec și împrejurimile sale sunt cunoscute pentru tradiția cultivării hameiului Saaz. Hameiul Saaz sau hameiul Žatec are o denumire de origine protejată.

## Transporturi

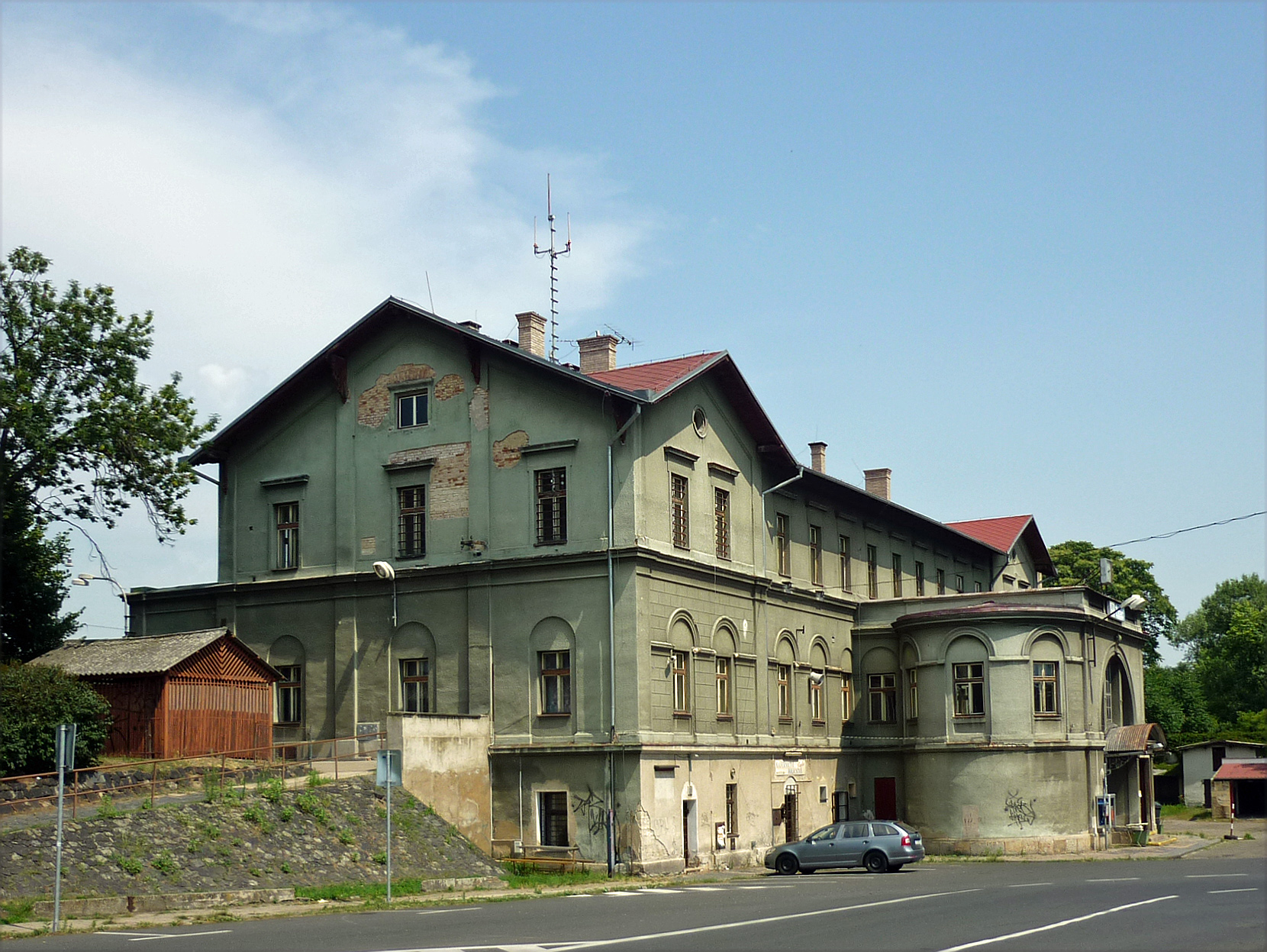
Gara Žatec

Žatec se află situat pe linia de cale ferată Plzeň - Most. Orașul este deservit de două gări: Žatec și Žatec západ.

## Cultură
În Žatec are loc Dočesná, un festival anual de recoltare legat de hamei. Acesta are loc în piața orașului în fiecare septembrie.

## Educație
În Žatec se află trei școli secundare: Gimnaziul Žatec, Academia de Afaceri și Școala Profesională Secundară de Agricultură și Ecologie, precum și Școala Profesională Secundară SČMSD (care este axată pe industria hotelieră și gastronomie).
În Žatec se află șase școli primare și o școală primară de artă.

## Sport
Žatec este reprezentat de clubul de fotbal FK Slavoj Žatec, care joacă în competiții inferioare de amatori. Clubul a fost fondat în 1936.
Principala clădire sportivă este stadionul Mládí. Acesta a fost fondat în 1965.
Stadionul Flora se află în sudul orașului. Acesta a fost fondat între 1924 și 1938. Până în 1960, aici a fost o pistă de curse pentru motociclete.

## Obiective turistice

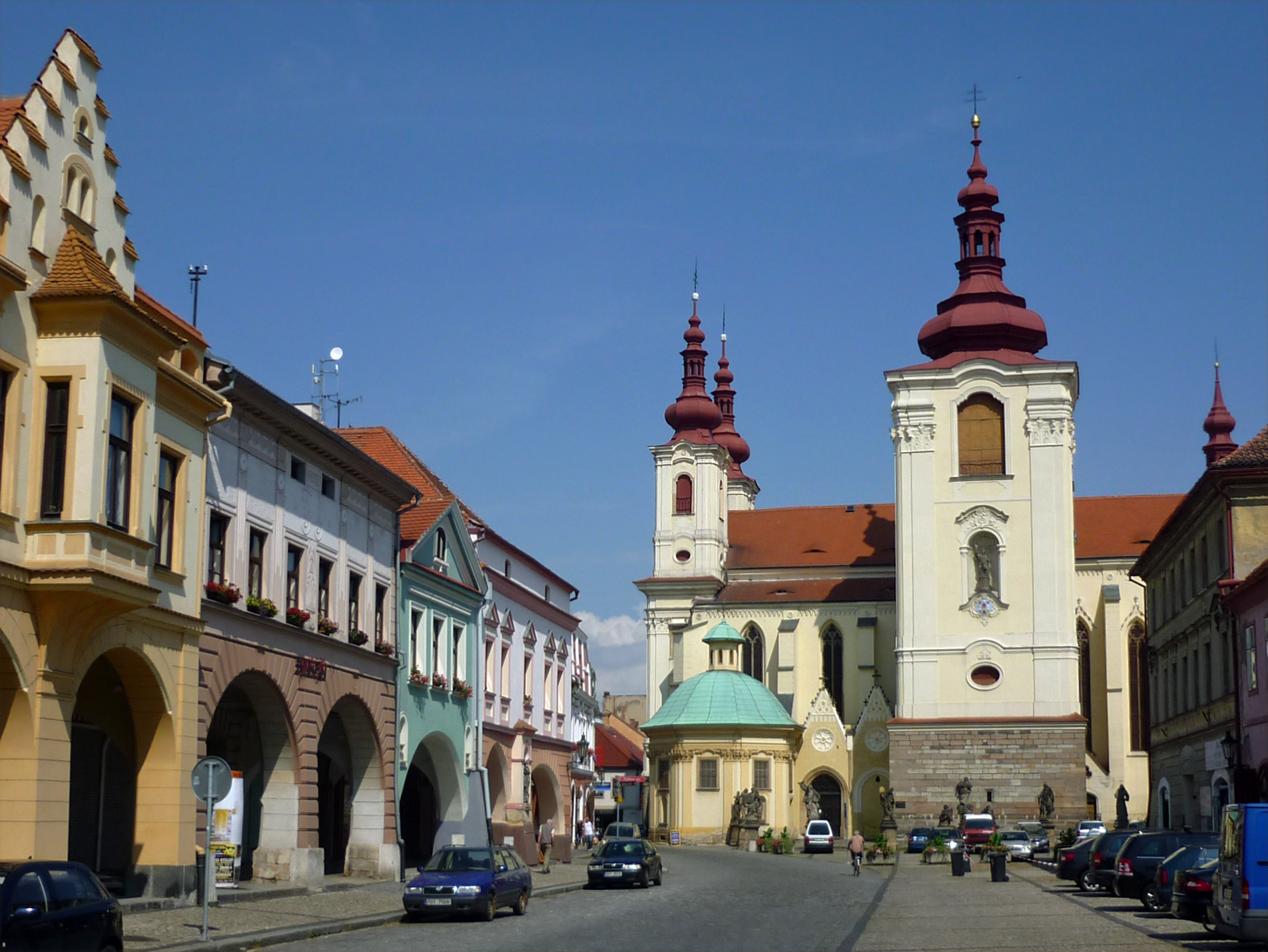
Piața Hošťálkovo cu Biserica „Adormirea Maicii Domnului”

Din 1961, centrul istoric al orașului Žatec este protejat ca rezervație de monumente urbane. Conține clădiri și stiluri arhitecturale importante, din perioada romanică până la Art Nouveau.
Din 2003, zona din sudul centrului istoric este protejată ca zonă de monumente urbane. Este valoroasă mai ales pentru construcțiile sale tehnice legate de cultivarea hameiului.
Biserica „Adormirea Maicii Domnului” este unul dintre cele mai importante monumente. A fost construită inițial în stil romanic, iar unele dintre părțile sale romanice s-au păstrat până astăzi. Între 1724–1728, a fost adăugată Capela Sfântului Ioan Nepomuk. În jurul anului 1740, fațada dinspre vest a fost reconstruită în stil baroc.
Tradiția cultivării hameiului și a berii este larg răspândită în oraș. Aici se află Muzeul Hameiului și Muzeul Berării. Templul Hameiului și Berii este un complex turistic cu mai multe atracții, inclusiv un turn de observație și un mic ceas astronomic. Žatec și aria peisajul hameiului Saaz (care include satul Trnovany din comună și satul Stekník din comuna Zálužice) au fost incluse în Lista Patrimoniului Mondial UNESCO în 2023.
Retro Computer din Žatec este o expoziție permanentă de computere pentru acasă (Home computer) din anii 1970 până în anii 1990. Este o colecție privată de peste 135 de piese de tehnologie funcțională.

## În cultura populară
În Žatec s-au filmat scene din numeroase filme și seriale TV istorice, inclusiv Yentl⁠(d) (1983), Aventurile tânărului Indiana Jones (1992), Les Misérables⁠(d) (1998), The Scarlet Pimpernel⁠(d) (1999), Oliver Twist⁠(d) (1999), Rugul aprins (2013), Grădina speranței (The Zookeeper's Wife, 2016), O pungă cu bile (Un sac de billes, 2017) și Jojo Rabbit (2019), premiat cu Oscar.

## Persoane notabile
- Johannes von Tepl⁠(d) (c. 1350 – c. 1415), scriitor
- Eugen Gura⁠(d) (1842–1906), bariton de operă german
- Gabriel Anton⁠(d) (1858–1933), neurolog și psihiatru austriac
- Adolf Strauss (1902–1944), pianist și compozitor
- Maria Treben (1907–1991), autoare și botanistă austriac
- Karel Reiner⁠(d) (1910–1979), compozitor și pianist
- Peter Glaser⁠(d) (1923–2014), om de știință ceho-american și inginer aerospațial
- Zdeněk Svěrák (născut în 1936), actor, umorist și scenarist
- Miroslav Varga (născut în 1960), trăgător de tir, medaliat olimpic cu aur
- Jan Svěrák (născut în 1965), regizor de film
- Jaromír Zmrhal (născut în 1993), fotbalist

## Orașe înfrățite–orașe gemene
Žatec este înfrățit cu:
- Krasnystaw, Polonia
- Poperinge, Belgia
- Thum, Germania
- Žalec, Slovenia